# Климент VIII
Климент VIII (лат. Clemens PP. VIII; в миру Ипполито Альдобрандини, итал. Ippolito Aldobrandini; 24 февраля 1536, Фано, герцогство Урбино — 3 марта 1605, Рим, Папская область) — папа римский с 30 января 1592 года по 3 марта 1605 года.

## Ранние годы
Ипполито Альдобрандини родился 24 февраля 1536 года в Фано, крещён в соборе Вознесения Девы Марии. По примеру отца он получил юридическое образование, став аудиторомо (экспертом) Святого Престола. Он был рукоположен в сан священника лишь в возрасте 45 лет и за последующие 12 лет поднялся до папского престола. Он был эффективным, а иногда и безжалостным администратором.

## Кардинал
В 1585 году Ипполито был назначен кардиналом и выполнял функции папского легата в Польше, где поддерживал кандидатуру Габсбургов после смерти Стефана Батория — эрцгерцога Максимилиана Австрийского — и даже добился его освобождения из-под ареста.
После смерти папы Иннокентия IX (1591) последовал конклав. Избрание нового папы далось с трудом: оказавшиеся в меньшинстве итальянские кардиналы препятствовали избранию фаворитов короля Испании Филиппа II. В итоге они добились своего, и 30 января 1592 года Ипполито Альдобрандини был избран папой, взяв неполитизированное имя Климент VIII. Новый папа показал себя мудрым государственным деятелем, основной целью которого стало освобождение папства от испанской зависимости.

## Церковные дела

### Теологические споры
В доктринальной области папа безуспешно пытался разрешить спор между теологами-иезуитами и доминиканцами, дискутировавшими о границах влияния милости божьей на волю человека грешного и спасённого. После длительных прений и столкновения разных точек зрения папа, познания которого в теологии были весьма ограниченными, решил не оглашать окончательного решения. Вопрос остался открытым.

### Юбилейный 1600 год
В 1600 году Климент VIII с огромной помпой открыл Юбилейный год, на который прибыло почти 3 миллиона паломников. Тогдашние хронисты отметили пышность празднеств.

### Канонизация и беатификация
Климент VIII канонизировал святого Гиацинта (17 апреля 1594), Юлиан из Куэнки (18 октября 1594) и Раймонда Пеньяфортского (1601).

## Внешняя политика

### Отношения с Францией и Испанией
Связи с Испанией несколько ослабли, и апостольская столица снова сблизилась с Францией. Шаги, предпринятые папой, позволили расширить территорию Папского государства.
Самым замечательным событием правления Климента VIII было его примирение с церковью Генриха IV Французского (1589—1610), после долгих переговоров, проведенных кардиналом Арно д’Оссатом. Генрих принял католицизм 25 июля 1593 года. После паузы, сделанной, чтобы оценить искренность Генриха IV, Климент VIII, невзирая на испанские протесты, осенью 1595 года торжественно благословил Генриха IV, положив тем самым конец тридцатилетней религиозной войне во Франции.
Дружба с Генрихом IV помогла папству два года спустя, когда Альфонсо II, герцог Феррары, умер бездетным (27 октября 1597), и папа решил присоединить земли семьи Эсте к Папской области. Хотя Испания и император Рудольф II признали наследником Альфонсо его кузена Чезаре д’Эсте, они были вынуждены признать присоединение Феррары к Папской области, опасаясь конфликта с Генрихом IV.
В 1598 году Клемент VIII также обеспечил заключение мирного договора между Испанией и Францией, что положило конец их долгому соперничеству.

### Война с Османской империей
В 1595 году Клемент VIII инициировал альянс христианских держав для войны с Османской империей. Начавшаяся Тринадцатилетняя война в Венгрии («Долгая война») продолжалась всю оставшуюся жизнь Климента. При содействии папы союзный договор подписали в Праге император Рудольф II и воевода Трансильвании Жигмонд Батори. Правители Молдавии и Валахии Арон Тиран и Михай Храбрый присоединились к альянсу позже. Сам Климент VIII оказал ценную помощь императору солдатами и деньгами.

### Брестская уния
В 1596 году была заключена Брестская уния, которая привела к появлению на востоке Речи Посполитой католиков восточного обряда. Брестская уния лишь отчасти оправдала надежды, которые возлагал на неё папа, поскольку не привела к обращению в католичество всей Руси.

## Внутренние дела

### Правоприменение
Он сурово осуждал практику непотизма, но, став папой, назначил кардиналами четырёх своих родственников. Одним из них был Пьетро Альдобрандини, который получил пурпур в 22 года и замещал папу во всех важнейших делах. Папа и его непот осуществляли соуправление как в политических, так и в религиозных делах.
Климент VIII проявил энергию в подавлении бандитизма в папских провинций Умбрия и Марке и наказании преступлений римской знати. В 1592 году несколько благородных преступников были казнены. Наиболее известны из них Тройо Савелли, отпрыск мощного римского рода, и молодая Беатриче Ченчи, убившая своего отца-сенатора. Последний случай привел к многочисленным просьбам о помиловании, но папа их отверг и присвоил себе конфискованное имущество Ченчи.
В религиозной области господствовала инквизиция. В 1599 году папа отправил на костер мельника Меноккио за утверждение, что Бог не вечен и сам был создан из первозданного хаоса. В 1600 году был сожжен на костре выдающийся итальянский философ Джордано Бруно (род. в 1548).

### Антиеврейская политика
Климент VIII ужесточил меры против евреев, проживавших на папских землях. В 1592 году папская булла «Cum saepe accidere» запретила еврейской общине Конта-Венессена, папского анклава, продавать товары. В 1593 году булла «Caeca et Obdurata» подтвердила решение папы Пия V 1569 года, которое запретило евреям проживать в Папской области за пределами городов Рим, Анкона и Авиньон. Целью было выселить евреев, которые вернулись в районы Папской области после их изгнания в 1569 году, и изгнать еврейские общины из городов, таких как Болонья. Булла также утверждала, что евреи в Папской области занимались ростовщичеством и злоупотребляли гостеприимством пап-предшественников Климента VIII. Булла «Cum Hebræorum malitia», опубликованная несколько дней спустя, запретила чтение Талмуда.

## Смерть

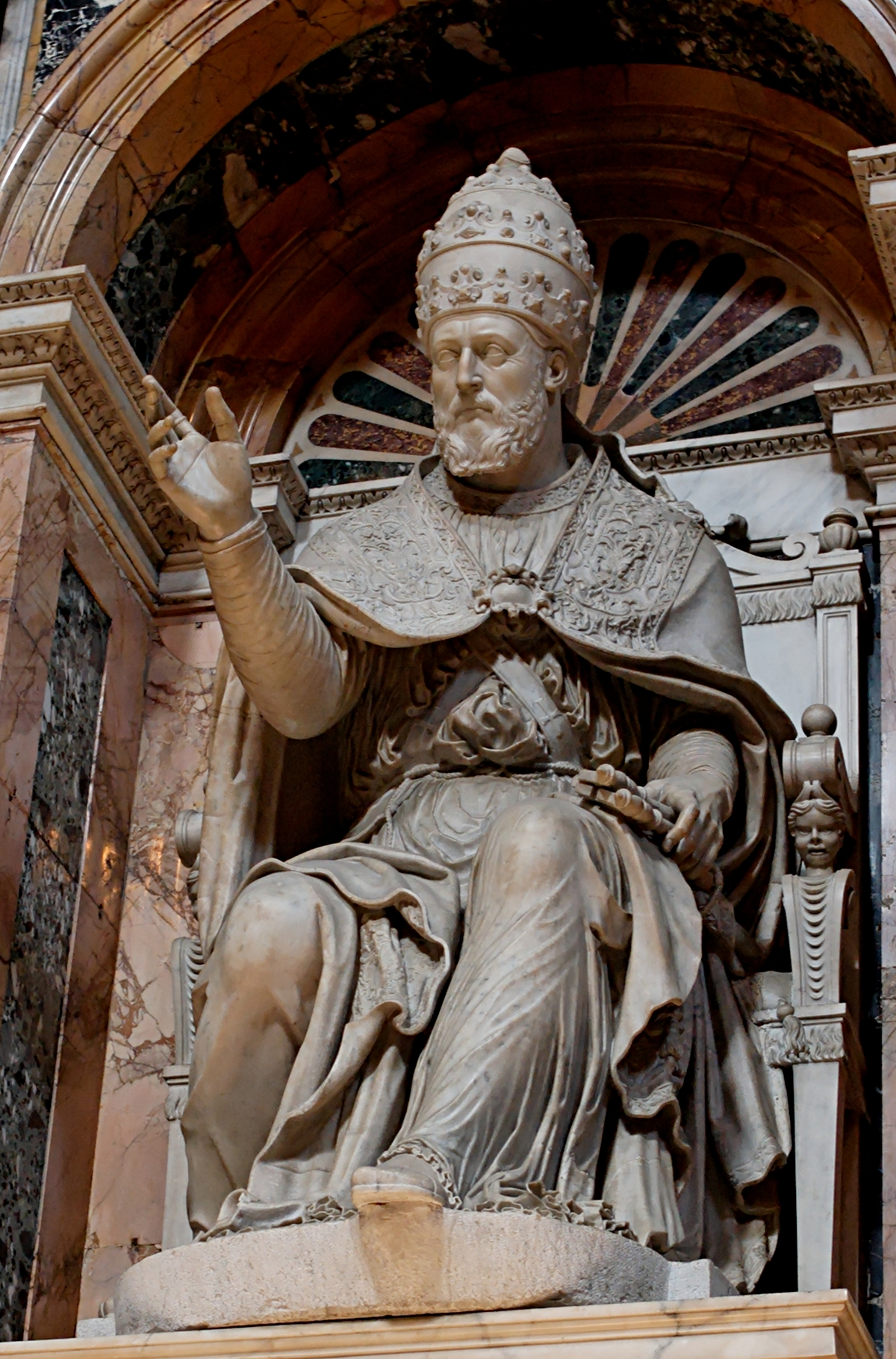
Статуя Климента VIII в базилике Санта-Мария-Маджоре.

К 60 годам Климент VIII был сражен подагрой и был вынужден провести большую часть оставшейся жизни, прикованным к постели. Он умер в марте 1605 года, оставив о себе репутацию благоразумного, щедрого, но жесткого управленца. Климент был похоронен в базилике Святого Петра. Впоследствии папа Павел V (1605—1621) построил для него гробницу в часовне Санта-Мария-Маджоре, куда в 1646 году были перенесены его останки.

## Кофе
Среди прочего Климент VIII оценил вкус кофе, привезенного из Османской империи, и вопреки советам окружения объявить напиток «нечистым» благословил его, чем в определенной мере способствовал распространению кофе в Европе. Попробовав напиток, он якобы сказал: «Этот дьявольский напиток такой вкусный… мы должны обмануть дьявола и благословить его». Впрочем, исторических доказательств этому нет.

## В популярной культуре
Климент VIII появляется в драме Перси Биши Шелли «Ченчи», где предстает в роли жестокого и продажного тирана.
Он также один из персонажей в рок-опере Avantasia. Его роль исполнил Оливер Хартман из группы At Vance. В опере папа Климент — отрицательный персонаж, легковерный и суеверный фанатик, которым манипулирует демоническая сила под видом ангела.